# 普林斯頓號 (1843年)
普林斯頓號汽船是一艘美國海軍的螺旋槳汽船。它是世界上第一艘完工的螺旋槳軍艦，裝備當時口徑最大的艦炮，也是第一艘以普林斯頓為名的軍艦。
1844年2月27日，約翰·泰勒總統在白宮為船長羅伯特·史塔克頓舉辦了一場公開招待會。2月28日，普林斯頓號離開維吉尼亞州亚历山德里亚，沿著波托馬克河試航，船上乘客包括總統及內閣成員、前第一夫人多莉·麦迪逊、6位參議員以及約400名嘉賓。史塔克頓決定發射船上兩門長管砲中較大的“和平締造者”，以給他的客人留下深刻印象。結果在最後一次發射時膛炸，6人當場死亡，其中包括美國國務卿埃布尔·P·厄普舍與海軍部長托馬斯·沃克·吉爾默。